# Опера дворянства
Опера дворянства (Дворянская опера, Опера знати, англ. Opera of the Nobility) — оперная труппа, учреждённая в 1733 году в Лондоне группой аристократов во главе с принцем Уэльским Фредериком в противовес королевской оперной труппе под патронатом короля Георга II, которую возглавлял Георг Фридрих Гендель.
Непосредственным поводом для демарша послужило то, что на премьеру своей оратории «Дебора» 17 марта 1733 года Гендель поднял обычную цену на билеты и отказался допускать в театр по годовым абонементам, которыми располагали многие знатные дома. В то же время для некоторых английских вельмож учреждение оппозиционного королевскому театра стало способом продемонстрировать недовольство монархом; инициативу поддержал в особенности Принц Уэльский, ненавидевший своего отца. Кроме того, в это время Гендель в очередной раз поссорился с главным солистом своей труппы, певцом Сенезино, и его противники не преминули этим воспользоваться. На создание Оперы дворянства подписались около 200 семей, каждая из которых внесла по 20 гиней.
Новая опера открылась 29 декабря 1733 года оперой «Ариадна на Наксосе» Никола Порпора, который и стал первым музыкальным руководителем. К концу первого сезона к труппе Оперы дворянства присоединился знаменитый певец Фаринелли, и это обеспечило ей успех, в том числе финансовый. Однако успеха хватило лишь на несколько лет: сезон 1736/1737 гг. оказался провальным, Сенезино, а за ним и Фаринелли прекратили выступления и вернулись в Италию, а замена Порпора во главе труппы на Джованни Баттиста Пешетти не помогла делу. К концу сезона Опера дворянства объявила о банкротстве — однако незадолго до этого руководство театра переманило у Генделя двух ведущих певцов, Франческу Куццони и Антонио Монтаньяну, в отсутствие которых обанкротилась и труппа Генделя. Сезон 1737/1738 гг. соединил остатки двух трупп в одну. В 1740 г. была предпринята попытка возродить Оперу дворянства, однако она оказалась ещё более эфемерной.